# Ranunculus productus
Ranunculus productus är en ranunkelväxtart som beskrevs av Briggs. Ranunculus productus ingår i släktet ranunkler, och familjen ranunkelväxter. Inga underarter finns listade i Catalogue of Life.